# Полковниче (Куп'янський район)
Полковниче —  село в Україні, у Великобурлуцькій селищній громаді Куп'янського району Харківської області. Населення становить 33 осіб. До 2020 орган місцевого самоврядування — Новоолександрівська сільська рада.

## Географія
Село Полковниче знаходиться біля витоків річки Сухий Бурлук, за 4 км від річки Великий Бурлук, на відстані 2 км розташовані села Красне і Лозове.

## Історія
1699 — дата заснування.
До 2006 року мало ім'я Червоноармійське
12 червня 2020 року, відповідно до розпорядження Кабінету Міністрів України № 725-р «Про визначення адміністративних центрів та затвердження територій територіальних громад Харківської області», увійшло до складу Великобурлуцької селищної громади.
19 липня 2020 року, в результаті адміністративно-територіальної реформи та ліквідації Великобурлуцького району, село увійшло до складу Куп'янського району Харківської області.
24 лютого 2022 року почалася російська окупація села.
11 вересня 2022 року під час слобожанського контрнаступу Збройних сил України від російських окупантів звільнено населені пункти Великобурлуцької селищної територіальної громади.

## Економіка
- В селі є молочно-товарна ферма.